# SIPA S.251
Die SIPA S.251 Antilope war ein Reiseflugzeug des französischen Herstellers Société industrielle pour l’aéronautique und wurde in den frühen 1960er Jahren entwickelt.

## Geschichte und Konstruktion
Die Antilope war einer der ersten Leichtflugzeuge mit Turbopropantrieb. Sie war ein Ganzmetallflugzeug, das als Tiefdecker mit Platz für fünf Personen ausgelegt war. Das Flugzeug besaß ein einziehbares Bugradfahrwerk und Tanks an den Tragflächenenden. In einer vorgeschlagenen Ambulanzkonfiguration hätte die Antilope zwei Krankentragen und einen Sanitäter zusätzlich zum Piloten aufnehmen können. Der Zugang zu der Kabine erfolgte über eine große hintere Flügeltür auf der Steuerbordseite. Ein Turboméca Astazou X mit 665 PS (495 kW) Turboproptriebwerk trieb einen 3-Blatt-Propeller an.
Der Erstflug erfolgte am 7. November 1962 und die Zertifizierung im April 1964. Im Herbst wurden mit der Antilope durch den Piloten P. Bonneau sechs internationale Klassenrekorde erflogen, wie z. B. eine Geschwindigkeit von 432,9 km/h über eine 3 km lange Strecke und eine erreichte  Höhe von 10.420 m. Anfang 1965 wurde die Maschine mit einem Vier-Blatt-Propeller ausgestattet und verbesserte die eignen Rekorde. Danach wurde wieder ein Drei-Blatt-Propeller montiert und das Flugzeug 1965 am Luftfahrtsalon in Le Borget vorgestellt. Bis Mitte 1966 erfolgte keine Entscheidung, ob die Serienversion aufgenommen werden sollte. Zwar wurde bekannt, dass die Serienversion die Bezeichnung SIPA S.2510 Antilope tragen sollte, jedoch letztendlich wurde keine gebaut.
Der einzige Antilope wird derzeit restauriert und befindet sich in einem privaten Museum, im Besitz des Vereins Antilope, am Montpelier-Mediterranee Airport, in Südfrankreich.

## Technische Daten
| Kenngröße             | Daten (S.2510)                               |
| --------------------- | -------------------------------------------- |
| Besatzung             | 1                                            |
| Passagiere            | 3/4                                          |
| Länge                 | 9,01 m                                       |
| Spannweite            | 11,11 m                                      |
| Höhe                  | 2,6 m                                        |
| Flügelfläche          | 16,21 m²                                     |
| Leermasse             | 990 kg                                       |
| max. Startmasse       | 1900 kg                                      |
| Reisegeschwindigkeit  | 380 km/h                                     |
| Höchstgeschwindigkeit | 450 km/h                                     |
| Dienstgipfelhöhe      | 11.000 m                                     |
| Reichweite            | 2000 km                                      |
| Triebwerke            | 1 × Turboméca Astazou X Turboprop mit 496 kW |
| Bewaffnung            |                                              |